# コリンの戦い
コリンの戦い（ドイツ語: Schlacht von Kolin）は、七年戦争において1757年6月18日に起こった会戦である。この戦いでオーストリア（ハプスブルク帝国）はプロイセンに対して初めて勝利を収め、これ以降プロイセンは守勢にまわることになる。
プラハの戦いでオーストリア軍を破り、プラハを包囲していたプロイセン軍だったが、ダウン率いる援軍が着陣したため、フリードリヒ大王は軍の一部を割いてこれを牽制した。ダウンは一度後退したものの、増援を得て総勢5万の兵力をまとめると再びプラハに接近する。フリードリヒ大王はプラハ包囲を貫徹させるため、これを阻止すべく3万2千の兵で決戦を求めた。
6月18日、プラハ東方コリン郊外の丘の上に陣を敷くオーストリア軍にフリードリヒ大王は側面攻撃をかけた。しかしダウンの反撃にあってプロイセン軍は大きな損害を出して敗退した。
フリードリヒ大王はプラハ攻略を諦めてボヘミアから撤退、逆にオーストリアが攻勢に出た。この戦いの功績により、ダウンはマリア・テレジア軍事勲章を授与されたが、その際にはマリア・テレジアの義弟であるカールに先にその名誉を与える配慮がなされた。